# Мајдан (Фојница)
Мајдан је насељено место у Босни и Херцеговини у општини Фојница. Административно припада Федерацији Босне и Херцеговине, односно њеном Средњобосанском кантону. Према попису становништва из 2013. у насељу је било 5 становника, а већинску популацију у насељу чинили су Бошњаци.

## Становништво
По последњем службеном попису становништва из 2013. године у овом насељу живело је 5 становника, а село је било етнички хомогено са већинском бошњачком  популацијом.
| Националност | 2013. | 1991.       | 1981.       | 1971.       |
| Бошњаци      | —     | 12 (100,0%) | 23 (95,83%) | 61 (100,0%) |
| Хрвати       | —     | 0           | 1 (4,17%)   | 0           |
| Укупно       | 5     | 12          | 24          | 61          |